# جتژکوویتسه
جتژکوویتسه (به لهستانی:  Dzietrzkowice) یک روستا در لهستان است که در گمینا ووبنگتسه (استان ووتسکی) واقع شده‌است. جتژکوویتسه ۱٬۰۰۰ نفر جمعیت دارد.